# Ule elv
Ule elv, Ule älv eller Oulujoki er en elv i Finland. Den har sit udspring i Ulesøen, og den løber gennem kommunerne Vaala, Utajärvi og Muhos, før den munder ud i Bottenbugten ved Uleåborg. Elven er 107 km lang. 
Det er bygget tolv vandkraftværker langs elven. Til sammen producerer de 2,6 TWh strøm hvert år. 
 Der er for få eller ingen kildehenvisninger i denne artikel, hvilket er et problem. Du kan hjælpe ved at angive troværdige kilder til de påstande, som fremføres i artiklen.

65°01′10″N 25°26′41″Ø / 65.0194°N 25.4448°Ø